# Kulah-Zirah
Der Kulah Zirah, auch Kulah Sirah, ist ein Helm aus Indien, Persien und der Türkei.

## Beschreibung

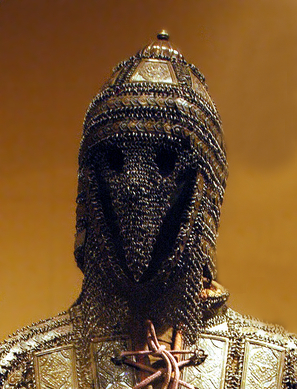
Kulah Zirah

Der Kulah Zirah besteht in der Regel aus Stahl. Der Kulah Zirah ist halbkugel- oder schalenförmig und besteht oft aus mehreren Platten, die mit Kettenpanzerung untereinander verbunden sind, oder ganz aus Kettengeflecht. Auf seiner Oberseite befindet sich eine Platte, auf der oft eine Spitze angebracht ist. Er kann mit einem verstellbaren Naseneisen als Visier ausgestattet sein, oder das Gesicht wird durch ein trianguläres Kettengewebe geschützt, das durchsichtig ist, oder in das zwei Öffnungen für die Augen angebracht sind. Die Naseneisen können schmal gearbeitet sein, oder am unteren Ende so breit, dass sie die ganze untere Hälfte des Gesichts verdecken. Unter dem Helm wurde eine Polsterung getragen. Ein verwandter Helm ist der Kulah Khud; bei diesem ist allerdings die Helmglocke aus einem Metallstück hergestellt.